# Caps d'estat (pel·lícula)
Caps d'estat (títol original en anglès, Heads of State) és una pel·lícula de comèdia d'acció estatunidenca del 2025 dirigida per Ilià Naixúl·ler. És protagonitzada per John Cena, Idris Elba, Priyanka Chopra, Jack Quaid, Paddy Considine, Stephen Root i Carla Gugino. La història segueix dos líders mundials, que han de deixar de banda la seva rivalitat per frustrar una conspiració global després de convertir-se en objectiu d'un adversari estranger despietat. S'ha subtitulat al català.
Es va estrenar a tot el món a càrrec d'Amazon MGM Studios a través de Prime Video el 2 de juliol de 2025. La pel·lícula va rebre ressenyes generalment diverses per part de la crítica.
El rodatge va començar a Londres el maig de 2023. El rodatge va continuar al St George's Hall de Liverpool el juny de 2023. Més tard, al juliol i a l'agost, el rodatge es va traslladar a Trieste per a algunes escenes de persecució. El maig de 2024 es van rodar escenes addicionals a Belgrad.